# Bertre
Bertre – miejscowość i gmina we Francji, w regionie Oksytania, w departamencie Tarn.
Według danych na rok 1990 gminę zamieszkiwało 69 osób, a gęstość zaludnienia wynosiła 17 osób/km² (wśród 3020 gmin regionu Midi-Pireneje Bertre plasuje się na 994. miejscu pod względem liczby ludności, natomiast pod względem powierzchni na miejscu 1568.).